# ليبرالية كلاسيكية
اللِّبرالية الليبرالية الكلاسيكية (بالإنجليزية: Classical liberalism) هي فلسفة سياسية مُتفرِّعة عن الليبرالية تؤيد الحريات المدنية بموجب حكم القانون مع التشديد على الحرية الاقتصادية. وهي متشابهةً بصورة كبيرة مع الليبرالية الاقتصادية، ظهرت الليبرالية الكلاسيكية في مطلع القرن التاسع عشر، مبنيةً على أفكار من القرن الماضي استجابةً إلى التمدن والثورة الصناعية في كل من أوروبا والولايات المتحدة. ومن الأشخاص البارزين الذين ساهموا في الليبرالية الكلاسيكية جون لوك، وجان بابتست ساي، وتوماس روبرت مالتوس، وديفيد ريكاردو. واُستمِدت على الأفكار الاقتصادية الكلاسيكية التي تبَّناها آدم سميث في كتابه الأول "ثروة الأمم"، وعلى إيمانٍ بالقانون الطبيعي، والمدرسة النَّفعيَّة، ومبدأ التقدم. وتم استخدام مصطلح الليبرالية الكلاسيكية لتمييزه عن الليبرالية الاجتماعية التي ظهرت فيما بعد.

## تطور المعتقدات الجوهرية
تضمنت الليبرالية الكلاسيكية معتقدات جديدة - خارجةً من كل من الفكرة المحافظة للمجتمع باعتباره عائلة ومن الفكرة القائلة إن المجتمع هو مجموعة معقَّدة من الشبكات الاجتماعية. يعتقد الليبراليون الكلاسيكيون أن الأفراد «أنانيون، ومراوغون، وجامدون ومنعزلون.» وأن المجتمع ليس سوى مجموعة من الأفراد.
يتفق الليبراليون الكلاسيكيون مع توماس هوبز بقوله إن الحكومة تم تكوينها من قبل الأشخاص لحماية أنفسهم من بعضهم البعض وأن الهدف من الحكومة هو تقليل الصراعات التي قد تنشأ في الحالة الطبيعية. اُستُكمِلت هذه المعتقدات باعتقاد ان العمَّال يتم تحفيزهم بأفضل طريقة باستخدام الحوافز المالية. أدى هذا المعتقد إلى تمرير تعديل قانون الفقراء لعام 1834، والذي حد من تقديم المساعدة الاجتماعية، بالاعتماد على فكرة ان الأسواق هي المكانيكية الأكثر فعالية لتحقيق الثراء. متبنين النظرية السكانية لتوماس روبرت مالتوس، نظروا إلى الحالة الاقتصادية الحضارية على أنها أمر لا مفر منه، واعتقدوا أن النمو السكاني سيتجاوز إنتاج الطعام واعتبروا هذه العاقبة مرغوب بها لأن المجاعات من الممكن أن تحد من نمو السكان. وعارضوا أي إعادة توزيع للدخول والثروات، واعتقدوا أن هذا سيؤدي إلى تبددها من قبل الطبقات السفلى.
بالاعتماد على أفكار آدم سميث، يعتقد الليبراليون الكلاسيكيون أن من الفائدة المشتركة أن يقوم كل شخص بتأمين منفعة اقتصادية شخصية. وكانوا منتقدين لما سيحدث لفكرة الرفاهية بتداخلها مع السوق الحر. وعلى الرغم من تقدير آدم لأهمية وقيمة العمل والعمَّال، إلَّا أنهُ انتقد متابعة حقوق العمَّال الجماعية على حساب الحقوق الفردية مع قبول حقوق الشركات، والذي أدى إلى عدم مساواة في القوى المساومة.
يقول الليبراليون الكلاسيكيون إنه يجب على الأفراد أن يشعروا بحرية في اختيارهم صاحب العمل ذو العرض الأفضل في حين أن الدافع المنفعي سيضمن أن المنتجات التي يريدها الناس يتم انتاجها بأسعار من الممكن دفعها. في السوق الحر، قد يحصل كل من العمَّال ورؤوس الأموال على أفضل فائدة ممكنة في الوقت الذي يتم فيه تنظيم الإنتاج ليلبي مع احتياجات المستهلك.
ناقش الليبراليون الكلاسيكيون ما أسموه «الدولة الدنيا»، وهي محددة بالوظائف التالية:
- حكومة تحمي الحقوق الفردية وتوفر خدمات لا يستطيع السوق الحر توفيرها.
- دفاع وطني مشترك لتوفير حماية من الغزاة.[14]
- قانون يوفر الحماية للمواطنين من الاعتداءات المرتكبة من المواطنين الآخرين، والذي يتضمن حماية للملكية العامة، تطبيق الاتفاقيات والقانون العام.
- بناء وإدامة المؤسسات العامة.
- أعمال عامة تتضمن عملة مستقرة، قياسات وأوزان أساسية وصيانة للطرق، القنوات، الموانئ وسكك الحديد وخدمات التواصل والبريد.

أكدوا ان الحقوق ذات طبيعة سلبية، وتتطلب من الأشخاص الآخرين (والحكومات) الامتناع عن التدخل في السوق الحر، وهم بهذا فإنهم يعارضون الليبراليون الاجتماعيون الذين يؤكدون ان الأشخاص لديهم حقوق إيجابية، مثل الحق في التصويت، والحق في التعليم، والحق في الرعاية الصحية والحق في أجر المعيشة. وهكذا وبغية حصول المجتمع على هذه الحقوق الإيجابية، فإن هذا سيتطلب رفع وزيادة الضرائب من الحد الأدنى المُتطلب لتطبيق الحقوق السلبية.
لا تتضمن المعتقدات الجوهرية لليبرالية الكلاسيكية الديموقراطية أو حكومة بتصويت الأغلبية من المواطنين لأنه «لا يوجد هنالك شيء في الفكرة العارية لحكم الأغلبية يُظهِر أن الأغلبية سيحترمون الحق في الملكية أو يحافظون على حكم القانون دائمًا.» على سبيل المثال، تناقش جيمس ماديسون حول دستور جمهوري يحمي الليبرالية الفردية فوق الديموقراطية التامة، قائلًا أن «المصلحة العامة ستكون، في تقريبًا كل الحالات، محسوسة من قبل الأغلبية، وليس هنالك أي شيء للتحقق من دوافع التضحية بالطرف الأضعف.»
في نهاية القرن التاسع عشر، تطورت الليبرالية الكلاسيكية إلى الليبرالية الكلاسيكية الجديدة، والتي قالت أن الحكومة يجب ان تكون صغيرة قدر الإمكان لتسمح بممارسة الحرية الفردية. في الحالة الأكثر تطرفًا، أيدت الليبرالية الكلاسيكية الجديدة الداروينية الاجتماعية. أمَّا الليبرتارية اليمينية فهي شكل جديد من أشكال الليبرالية النيوكلاسيكية.

### تصنيف المعتقدات لفريدريش هايك
صنَّف عالم الاقتصاد والفيلسوف فريدريش هايك الليبرالية الكلاسيكية إلى تقليدين مختلفيّن مُمَيّزيّن: وهما «التقليد البريطاني» و«التقليد الفرنسي». اعتبر هايك الفلاسفة البريطانيون من أمثال برنارد ماندفيل، وديفيد هيوم، وآدم سميث، وآدم فيرغسون، وويليام بيلي، وجوسياه تاكر ممثلين لهذا التقليد الذي صاغوا فيه معتقداتهم معتمدين على الفلسفة التجريبية، والقانون العام، وعلى التقاليد والمؤسسات التي تطورت بصورة ذاتية ولكنها لم تُفهَم فهماً جيداً. ومن ضمن فلاسفة «التقليد الفرنسي» فهنالك جان جاك روسو، والمركيز دو كوندروسيه، والموسوعيين، والفيزيوقراطيين. آمن هذا التقليد بالعقلانية وأظهر في بعض الأحيان عدائية للتقاليد والدين. اقتنع هايك ان العلامات الوطنية لا تتوافق مع هذه المرتبطة بكل تقليد: نظر هايك إلى الفرنسيون مونتسيكيو، بينجامين كونستانت وألكسيس دو توكفيل على أنهم ينتمون إلى «التقليد البريطاني»، والبريطانيون توماس هوبس، جوزيف بريستلي، ريتشارد برايس وتوماس باين على انهم ينتمون إلى «التقليد الفرنسي». رفض هايك كذلك مصطلح الحرية الاقتصادية على اعتبار انه قد نشأ من التقاليد الفرنسية ودخيل على معتقدات هوم وسميث.
تعرف جويدو دي روجيرو على الفروقات الموجودة بين «مونتسيكيو وروسو، بين الليبرالية الديموقراطية والبريطانية»،" وقال ان هنالك تباين كبير بين الأنظمة الليبرالية هذه. ادعى ان روح «الليبرالية الإنجليزية الأصيلة» قد «بنت نفسها قطعة بعد قطعة من دون تدمير ما تم بناءه سابقًا، بل مستندةً عليها بعد كل انحراف.» كيفت هذه الليبرالية «المؤسسات القديمة مع الاحتياجات الحديثة» و«انتشرت بشكل غريزي من كل التصريحات المجردة للمبادئ والحقوق.» ادعى روجيرو ان هذه الليبرالية تعرضت لتحدي من مما اسماه «الليبرالية الفرنسية الجديدة» التي تميزت بالمساواة و«الوعي العقلاني».
ميز فرانسيس ليبر بين ما اسماه «الليبرالية الانجليكانية والغاليكانية». أكد ليبر أن «الاستقلال في أعلى درجاته، بما يتوافق مع السلامة والضمانات الوطنية للحرية هي الهدف العظيم لليبرالية الأنجليكانية، والاعتماد على الذات هو المصدر الرئيسي التي تستمد منها قوتها.» من ناحية أخرى، يتم طلب الليبرالية الغاليكانية من الحكومة... يبحث الفرنسيون عن أعلى درجة من الحضارة السياسية في التنظيم، أي عن أعلى درجة من التدخل من قبل السلطة العامة.

## التاريخ

### بريطانيا العظمى
تطورت الليبرالية الكلاسيكية في بريطانيا من الويجرية والراديكالية، وتأثرت كذلك بصورة كبيرة بالفيزوقراطية الفرنسية ومثلت فسلفة سياسية جديدة. أصبحت الويجرية الفسلفة المسيطرة بعد الثورة المجيدة عام 1688 وكانت مرتبطة بالدفاع عن البرلمان البريطاني، داعمةً لحكم القانون ومدافعةً عن الملكية العقارية. تم النظر إلى منشأ الحقوق على أنها دستور قديم، وأنها قد ظهرت منذ وقت قديم. هذه الحقوق، التي اعتبرها الويجيون متضمنةً حرية الصحافة والكلام، سوغتها القوانين العرفية بدلًا من القوانين الطبيعية. وآمنوا بان القوى المتنفذة يجب تقييدها. ودعموا الاقتراع المحدود، حيث انهم نظروا إلى التصويت على انه امتياز وليس حقًا. على كل حال، لم يكن هنالك تناسق في الفلسفة الويجرية وهنالك العديد من الكتاب مثل جون لوك، ديفيد هوم، آدم سميث وإدموند بروك كانوا ذو تأثير ضمن الويجريون، إلا انهم لم يتم تقبلهم عالميًا.
من 1790 وحتى 1820 ركز الراديكاليون البريطانيون على الإصلاح البرلماني والانتخابي، مشددين على الحقوق الطبيعية والسيادة الشعبية. تبنى ريتشارد برايس وجوزيف بريستلي لغة لوك في الفلسفة الراديكالية. نظر الراديكاليون إلى الإصلاح البرلماني على انه الخطوة الأولى للتعامل مع شكواهم العديدة، والتي تتضمن التعامل مع البروتستانتيين المنشقين، تجارة العبيد، الأسعار العالية والضرائب المرتفعة.
كان هنالك اتفاق أكبر بين الراديكالية والفلسفة الليبرالية الكلاسيكية مما كان هنالك مع الويجرية. كان الليبراليون الكلاسيكيون ملتزمون بالفردية، الحرية وتساوي الحقوق. وآمنوا بان هذا يحتاج إلى اقتصاد حر مع أقل حد من تدخل الحكومة. عارض كتاب مثل جون برايت وريتشارد كوبدن امتيازات وممتلكات الارستوقراطيون، ونظروا اليها على انها عقبة لنمو الفلاحين من مالكي الأراضي الصغيرة. عارضت بعض عناصر الويجرية التفكير الجديد هذا ولم يكونوا مرتاحين للطبيعة التجارية للليبرالية الكلاسيكية. أصبحت هذه العناصر مرتبطة بالمحافظين.

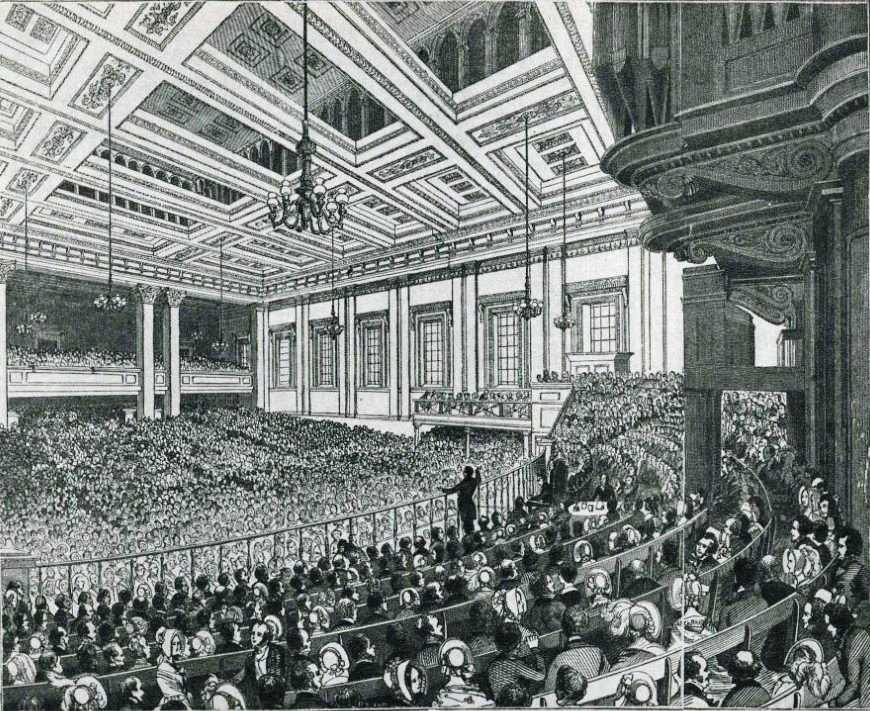
اجتماع رابطة القانون ضد الذرة عام 1846

كانت الليبرالية الكلاسيكية هي النظرية السياسية المهيمنة في بريطانيا منذ بدايات القرن التاسع عشر وحتى الحرب العالمية الأولى. ومن انتصاراتها الملحوظة هي قانون التحرر الكاثوليكي لعام 1829، قانون إصلاح 1832 وإلغاء قوانين الحبوب عام 1846. جمع الاتحاد المضاد لقانون الحبوب ائتلافا مكون من الليبراليون والراديكاليون في دعمهم للتجارة الحرة تحت قيادة ريتشارد كوبدن وجون برايت، الذي عارض سيطرة الطبقة العسكرية والإنفاق العام. تبنى ويليام إيوارت غلادستون سياساتهم المتمثلة بتقليل الإنفاق العام وخفض الضرائب عندما أصبح مستشارًا في خزانة الدولة ورئيس وزراء لاحقًا. غالبًا ما ارتبطت الليبرالية الكلاسيكية بالمعارضة الدينية وعدم الالتزام.
على الرغم من ان الليبراليون الكلاسيكيون قد طمحوا إلى أقل مقدار من الفعالية من قبل الدولة، الا انهم قبلوا بمبدأ تدخل الحكومة في الاقتصاد منذ بداية القرن التاسع عشر مع تمرير قوانين المصانع. من 1840 وحتى 1860 كان مؤيدو الحرية الاقتصادية في جامعة مانشيتر وكاتبون في مجلة ذي ايكونومست متأكدين من أن نجاحهم المبكر من الممكن ان يؤدي إلى حقبة من التوسع الاقتصادي والحرية الشخصية والسلام العالمي، ولكنهم واجهوا تقلبات متمثلة باستمرار وزيادة تدخل الحكومة في خمسينات القرن التاسع عشر. آمن جيرمي بنثام وجيمس ميل، اللذان أيدا الحرية الاقتصادية، عدم التدخل في الشؤون الخارجية والحرية الفردية وانه من الممكن إعادة تصميم المؤسسات الاجتماعية بصورة منطقية من خلال مبادئ مذهب المنفعة. رفض رئيس الوزراء البريطاني المحافظ بينجامين دزرائيلي الليبرالية الكلاسيكية رفضًا قاطعًا وأيد ديموقراطية المحافظين. وبحلول 1870، استنتج هربرت سبنسر وليبراليون كلاسيكيون آخرون ان التطور التاريخي كان يتحول ضدهم. وبحلول الحرب العالمية الأولى، كان الحزب الليبرالي قد تخلى عن مبادئ الليبرالية الكلاسيكية.
أدت التغيرات في الحالة الاقتصادية والاجتماعية في القرن التاسع عشر إلى حدوث انقسام بين الليبراليون المحافظين الجدد والليبراليون الاجتماعيون، الذين مع اتفاقهم على أهمية الحرية الفردية اختلفوا حول دور الدولة. اعتبر الليبراليون الكلاسيكيون الجدد، والذين يطلقون على أنفسهم «الليبراليون الحقيقيون»، كتاب لوك المقال الثاني أفضل دليل لهم وشددوا على «الحكومة المحدودة» في حين أيد الليبراليون الاجتماعيون تنظيم الحكومة ودولة الرفاهية. كان هربرت سبنسر في بريطانيا وويليام غراهام سمنر المنظرين الرئيسيين للليبرالية الكلاسيكية الجديدة في القرن التاسع عشر. استمرت الليبرالية الكلاسيكية الجديدة في الحقبة المعاصرة، مع كتاب مثل جون رولس. التطور من الليبرالية الكلاسيكية إلى الاجتماعية هو على سبيل المثال موجود في بريطانيا في تطور أفكار جون مينارد كينز.

### الولايات المتحدة
في الولايات المتحدة، كان لليبرالية جذور قوية، لأنها لم تواجه سوى معارضة قليلة لأفكارها، حيث انها واجهت في أوروبا العديد من القوى الرجعية مثل طبقة النبلاء، الأرستوقراطية، الطبقة العليا، الكنيسة، وضباط الجيش من الطبقة الأرستوقراطية.
تبنى توماس جيفرسون العديد من الأفكار الليبرالية، ولكن خلال إعلان الاستقلال تغير من متبنيي أفكار لوك في «الحياة، الحرية والممتلكات» إلى ليبرالي اجتماعي في «الحياة، الحرية وملاحقة السعادة.» . ومع نمو أمريكا، أصبحت الصناعة جزء كبير من الحياة الأمريكية؛ وخلال فترة حكم الرئيس الشعبي الأول، اندرو جاكسون، ظهرت أسئلة اقتصادية في الطليعة. كانت الأفكار الاقتصادية في حقبة جاكسون مشابهة بصورة كبيرة للليبرالية الكلاسيكية.. وصلت الحرية إلى أعلى حد عندما رفعت الحكومة يدها عن الاقتصاد.
تقول المؤرخة كاثلين ج. دونوهيو:
كانت فكرة الحرية الاقتصادية في مركز فلسفة الليبرالية الكلاسيكية [في أوروبا]. بالنسبة للغالبية العظمى من الليبراليون الكلاسيكيون الأمريكيون، لم يعني مصطلح الحرية الاقتصادية عدم تدخل الحكومة بصورة تامة. وعلى العكس، كانوا أكثر من مستعدين لينظروا إلى حكومة توفر الرسوم الجمركية، تدعم سكك الحديد والإصلاحات الداخلية، حيث ان كل هذا نفع المنتجون. ما أدانوه هو التدخل بالنيابة عن المستهلكون.
تبنت مجلة ذا نيشن الليبرالية كل أسبوع بدءًا من 1865 من قبل المحرر المؤثر إدوين لورنس غودكن.
بقيت أفكار الليبرالية الكلاسيكية هي الأفكار السائدة من دون أي منازع إلى أن حدثت سلسلة من الانتكاسات الاقتصادية، على الرغم من أنهم اعتقدوا أنها كانت مستحيلة طبقًا لمبادئ الاقتصاد التقليدية، مؤديةً إلى ضائقة اقتصادية مما أدى إلى طلب المصوتين لإعانات. قال وليام جيننغز بريان: «سوف لن تقوموا بصلب المزارع الأمريكي على صليب من ذهب». ظلت الليبرالية الكلاسيكية هي المعتقد الأرثوذكسي السائد بين رجال الأعمال الأمريكيين حتى الكساد الكبير.
أدى الكساد الكبير في ثلاثينات القرن العشرين إلى تغيير جذري في الليبرالية، مع انتقال الأولوية من المصنعين إلى المستهلكين. مَثّل البرنامج الإصلاحي لفرانكلن روزفيلت New Deal هيمنة الليبرالية الحديثة في السياسة لعقود. يقول آرثر شلسنجر الابن:
عندما تطلّب التعقيد النامي للحالة الصناعية ازدياد تدخل الحكومة من أجل ضمان المزيد من الفرص المتساوية، تغيرت نظرة التقليد الليبرالي إلى الدولة، وأصبح إخلاصهم للأهداف بدلًا من العقيدة. [...] وهنالك بزغت دولة الرفاه الاجتماعي، حيث كان على الحكومة الوطنية التزام صريح للحفاظ على مستويات عالية من العمالة في الاقتصاد، والإشراف على معايير الحياة والعمل، وتنظيم أساليب المنافسة في العمل، ووضع أنماط شاملة من الضمان الاجتماعي.
يلخص آلان وولف وجهة نظر مفادها ان هنالك تفاهمًا ليبراليًا يشمل كل من آدم سميث وجون مينارد كينز:
فكرة ان الليبرالية تأتي بشكلين تفترض ان أكثر الأسئلة الجوهرية التي تواجه الجنس البشري هي مقدار تدخل الحكومة بالاقتصاد... عندما نناقش الغرض البشري ومعنى الحياة، فان آدم سميث وجون مينارد كينز على نفس الجانب. يمتلك كلاهما إحساسًا توسعيًا لما وُجِدنا على هذه الأرض لننجزه. [...] بالنسبة لسميث، كان المذهب التجاري عدو الحرية الإنسانية. أما بالنسبة لكينز، كان العدو هو الاحتكارات. من المنطقي أن يستنتج مفكري القرن الثامن عشر أن البشرية ستزدهر تحت تأثير السوق. اما بالنسبة لمفكر قرن العشرين، كانت الحكومة هي أداة أساسية لتحقيق نفس الغاية.
الرأي القائل ان الليبرالية الحديثة هي امتداد لليبرالية الكلاسيكية ليس رأيًا مشترك. يقول جيمس كورث، روبرت ي. ليرنر، جون مكلثويت، ادريان وولدرج والعديد من السياسيون العلمانيون ان الليبرالية الكلاسيكية لا تزال موجودة اليوم، ولكن على شكل المحافظة الأمريكية. طبقًا لديباك لال فان الليبرالية الكلاسيكية -من خلال الحافظين الأمريكيين - لا تزال قوة سياسية مهمة.

### جون لوك

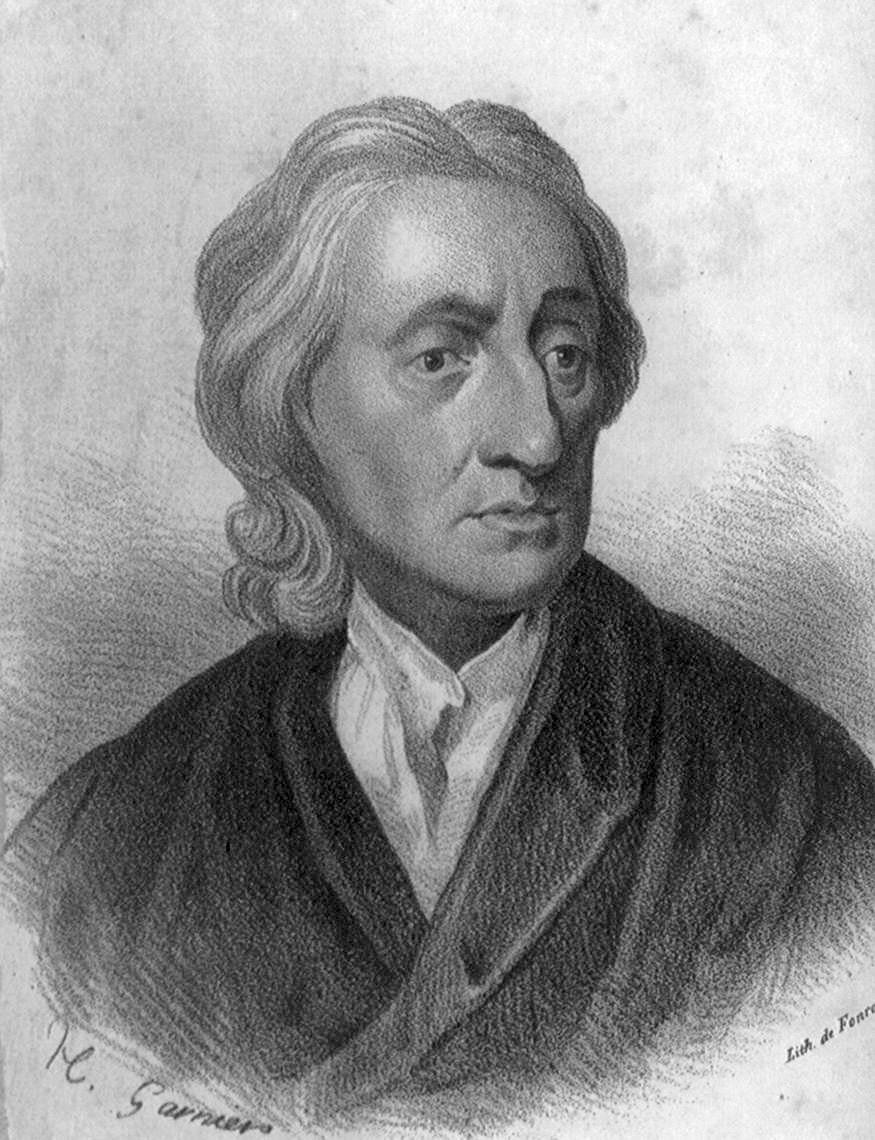
جون لوك

### آدم سميث

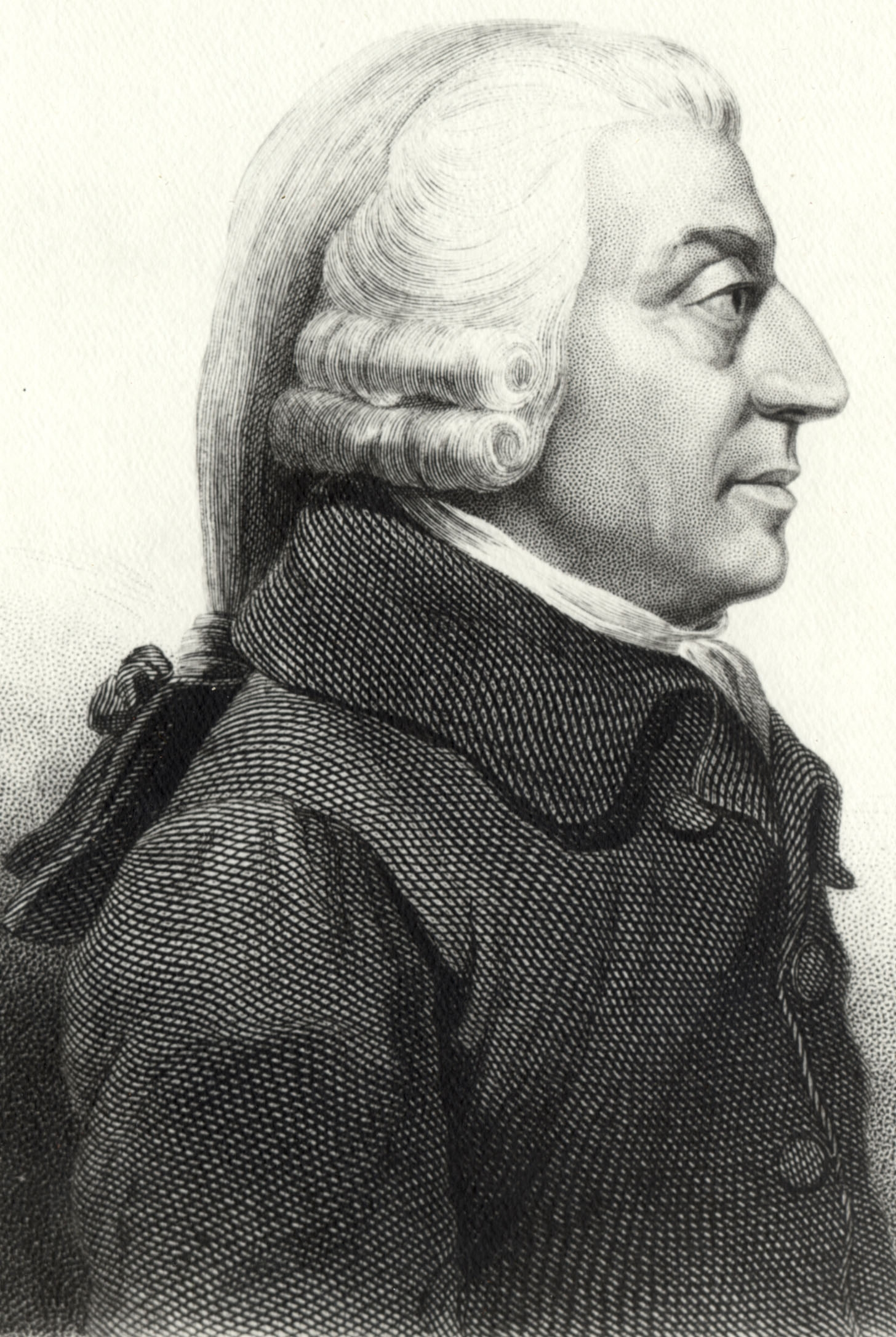
آدم سميث